# Skeppsholmen

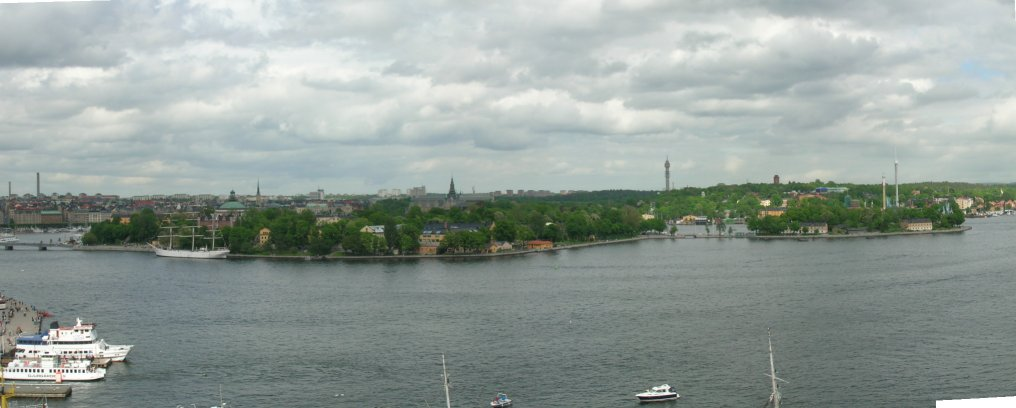
Una vista panoràmica de Skeppsholmen (a l'esquerra), i de Kastellholmen (a la dreta)

Skeppsholmen és una illa d'Estocolm, a Suècia. Està connectada per ponts a Blasieholmen i Kastellholmen. La seva posició estratègica sobre el Mar Bàltic a l'entrada de la ciutat d'Estocolm la va fer tradicionalment un lloc privilegiat per a l'establiment d'edificis militars. Actualment la presència militar és molt reduïda, i Skeppsholmen alberga museus, en particular, el museu d'art modern (Moderna Museet), i també un museu d'arquitectura i museu de les antiguitats de l'Est d'Àsia (Östasiatiska Muséet). Sobre la costa meridional es troba el af Chapman, tres mastelers reconvertits en alberg juvenil (vandrarhem).